# ناحية الفرقلس
ناحية الفرقلس إحدى نواحي سوريا تتبع إداريّاً لمحافظة حمص منطقة حمص ومركزها بلدة الفرقلس، بلغ تعداد سكان الناحية 13,506 نسمة حسب التعداد السكاني لعام 2004. يسكن البلدة غالبية مسلمة، بيئتها صحراوية. وتشتهر بزراعة الزيتون، وتعتبر بوابة البادية من الناحية الشرقية بالنسبة لمدينة حمص.

## بلدات وقرى ناحية الفرقلس
العباسية، عيفير، البسة، الدرويشية، فرحة، الفرقلس، غلوة الزكم، حمرة الصوانة، الهزة، حولايا، الجربوعية (فطيم عرنوق)، جباب حمد، جب الشامي، الخليلية، ملاحة (خريجة الصليبي)، مران الفواعرة، الناصرية، رجم طقو، الصابونية، الصايد، الشتاية، أم التبابير، أم الطيور، أم جرين، أم ساموك، أم تينة فدعوس، الذكم، شريفة.